# 吳綸
吳綸（15世紀—16世紀），廣東高州府電白縣人，明朝政治人物。

## 生平
吳綸是成化十九年（1483年）的舉人，任武緣教諭，以行動啟迪士子，不久被降為漳浦訓導，論及忠孝大義總會擊節稱賞，因母親逝世回鄉，學生送他一程，贈與金錢千枚，他說：「我願學劉寵人。」拿出一錢接受，其他都不取。服闕後吳綸補任羅城訓導，縣民梁祥的母親逝世，向別人借貸才能下葬，致仕回鄉時梁祥打算賣女還債，他嘆息：「與其分離你們骨肉，不如減少我的財產？」拿出債券燒毀。

## 引用
1. 1 2  道光《電白縣志·卷十八·列傳》：吳綸，由舉人，任廣西武緣縣教諭，迪士以躬行實踐不事虛文，左遷福建漳浦訓導，以內艱歸，諸生送之一程，各贈錢千，綸曰：「吾願學劉寵人。」選受一錢受之，餘皆不取，漳士賢之祀於名宦，事見《漳浦縣志》。服闕補任廣西羅城縣訓導，有梁祥者母歿不能葬，執券貸銀，及致仕歸，祥將鬻女以償，綸嘆曰：「與其離爾骨肉，孰若絀吾財乎？」遂取券焚之。
2. ↑  康熙《漳浦縣志·卷十四·名宦志》：吳綸，廣東電白人，宏治中以舉人任訓導，學有本原，每論至忠孝大義擊節不已身先士，士推學行節槩焉。
3. ↑  光緒《高州府志·卷三十七·人物十》：吳綸，電白人，成化癸卯舉人，任廣西武緣縣教諭，迪士以躬行實踐不事虛文，左遷福建漳浦訓導，以內艱歸，諸生送之一程，各贈錢干，綸曰：「吾願學劉寵人。」選受一錢餘皆不取，漳士賢之祀於名宦，事詳漳浦志。服闕補任廣西羅城縣，有梁祥者母歿不能葬，執券貸銀，及致仕歸，祥將鬻女以償，綸嘆曰：「與其離爾骨肉，孰若絀吾財乎？」遂取券焚之。